# Música + Alma + Sexo
Música + Alma + Sexo är ett studioalbum av den puertoricanska sångaren Ricky Martin. Det gavs ut den 31 januari 2011 och innehåller 13 låtar. 
Låten "Frío" framförs tillsammans med duon Wisin & Yandel.

## Låtlista
| Nr  | Titel                          | Längd |
| --- | ------------------------------ | ----- |
| 1.  | Más                            | 4:09  |
| 2.  | Frío                           | 3:22  |
| 3.  | Lo mejor de mi vida eres tú    | 3:38  |
| 4.  | Te vas                         | 4:30  |
| 5.  | Tú y yo                        | 6:15  |
| 6.  | Cántame tu vida                | 4:38  |
| 7.  | Te busco y te alcanzo          | 3:28  |
| 8.  | Será será                      | 3:27  |
| 9.  | No te miento                   | 3:30  |
| 10. | Basta ya                       | 4:30  |
| 11. | The Best Thing About Me Is You | 3:37  |
| 12. | Shine                          | 4:46  |
| 13. | Frío (Remix Radio Edit)        | 3:36  |

## Listplaceringar
| Lista               | Topplacering |
| ------------------- | ------------ |
| Belgien (Vallonien) | 82           |
| Mexiko              | 2            |
| Schweiz             | 49           |
| Spanien             | 3            |